# Paracoccidioidomicosisproctitissarcomucosis
A Paracoccidioidomicosisproctitissarcomucosis egy mexikói grindcore/goregrind zenekar.

## Története
A hosszú és érdekes nevű együttes 1996-ban alakult meg Santiago de Querétaróban. Nevük több betegség elnevezésének összetevéséből származik. Első kiadványuk egy demó volt, amelyet 1999-ben dobtak piacra. Egyes dalaik és albumaik is hasonlóan hosszú címekkel rendelkeznek, amely valószínűleg humoros célt szolgál. Diszkográfiájuk két nagylemezt és több egyéb albumot (split, EP stb.) tartalmaz. Lemezeiket az American Line Productions kiadó dobja piacra.

## Tagjai
- Saúl - ének
- Ginecólogo Necrolamedor Clitoral - dobok, ének (1999-)
- Proctólogo Destructor de Esfínteres - gitár (1999-)
- Ravenous Cujo - dobok (2017-)

## Diszkográfia

### Stúdióalbumok
- Satyriasis and Nymphomania (2002)
- Aromatica Germenexcitación en Orgías de Viscosa y Amarga Putrefacción (2007)

### Egyéb kiadványok

#### Demók
- Demo 1999
- Lymphatic Descomposition Esquistosomiasis (2001)

#### EP-k
- Viscosas Voces desde La Necroorgia (2010)

#### Split lemezek
- Cunnilingus (2001)
- Paracoccidioidomicosisproctitissarcomucosis / Horrified / Repulsive (2001)
- Paracoccidioidomicosisproctitissarcomucosis / Butcher ABC (2004)
- Gastroduodenalulcerfollicularadenoma Fulminanthepatisishydrocelefacialspasmyxomatosis / Viscosas Voses desde La Necroorgia (2010)
- Bowel Stew / Hipermennorea / Paracoccidioidomicosisproctitissarcomucosis (2011)
- The House of the Dead / Coito Emetico por Ingestion Adiposa y Fecal (2012)
- Atracción Patológica por lo Grotesco (2012)
- Lymphatic Vaginitis Infections of Toxoplasmosis at the Castle for Toward the Apocalipsexxx (2015)
- World Goregrind Federation 2 - House of Horror (2017)